# 紅茶

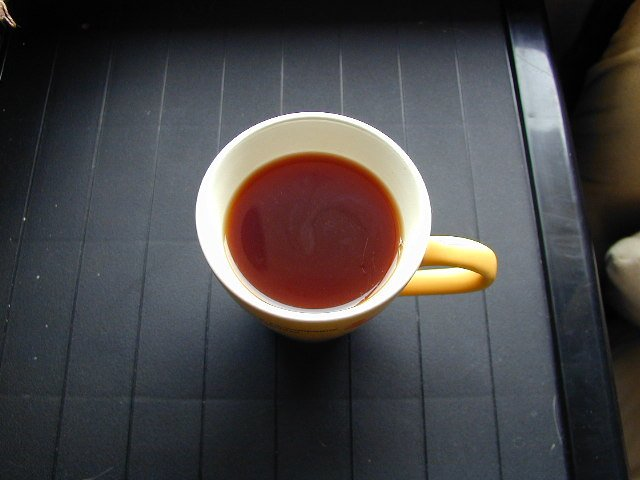
一杯の紅茶

紅茶（こうちゃ）とは、摘み取った茶の葉と芽を萎凋（乾燥）させ、もみ込んで完全発酵させ、乾燥させた茶葉。もしくはそれをポットに入れ、沸騰した湯をその上に注いで抽出した飲料のこと。なお、ここでいう発酵とは微生物による発酵ではなく、茶の葉に最初から含まれている酸化酵素による酸化である。
日本語の紅茶（および中国語の紅茶）の語源はその抽出液の水色（すいしょく）に由来する。
以下では、水色を青みのカラーを表す「水色（みずいろ）」と区別するため、語を「茶湯の水色」と統一して表記する。

## 定義
紅茶は一般的には発酵茶として説明される事が多い。ただし茶業における「発酵」は酵素による酸化を指し、生化学的な意味での「発酵」ではない。

一方、茶類の分類を定めたISO  20715:2023では紅茶を製法の観点から以下のように定義している：
tea (3.2) derived solely and exclusively, and produced by acceptable processes, notably withering, rolling or leaf maceration, aeration and drying, from the tender shoots of varieties of the species Camellia sinensis (L.) O. Kuntze, known to be suitable for making tea for consumption as a beverage

（試訳）Camellia sinensis (L.) O. Kuntze—飲料として消費される茶を作るのに適していることが知られている—の変種の柔らかい苗条から、容認できる工程、とりわけ萎凋、揉捻すなわち葉の浸解、曝気、および乾燥を行う事によって唯一かつ排他的に得られ、製造された茶（茶の定義は3.2章を参照）。—3.12 black tea, 3 Terms and definitions, ISO 20715:2023 Tea — Classification of tea types
「ISO 3103:2019 - Preparation of liquor for use in sensory tests」や「ISO 3720:2011
Black tea — Definition and basic requirements」でも「rolling or」の部分がない以外は同一の定義がなされている。

## 茶葉
紅茶は伝統的に中国で栽培されていたチャノキ（学名:Camellia sinensis (L.) Kuntze 基本変種）の葉から作られていたが、1823年にインドのアッサム地方で高木になる変種のアッサムチャ（学名:Camellia sinensis (L.) Kuntze var. assamica (J.W.Mast.) Kitam.）が発見され、以後はインドやスリランカなどではアッサムの生産が盛んになった。ただし、ダージリン等では基本変種の栽培も各地で行われており、また両者の交配も進んでいるため、産地のみでいずれの種類かを特定することはできない。アッサムチャは基本変種より渋みを示す成分が非常に多いといわれており、一般に、アッサムチャまたは交配種の方が安価である。
なお「クローナル」と呼ばれるものもあるが、これは株ごとに遺伝子が変化する実生栽培に対する、遺伝子の変化しない栄養繁殖によるクローン株を指す。これは現代の主流な栽培法となっており、クローン株にはふつう栽培に適した特性を持つ株が選抜して用いられ、いくつかの株は育成茶園にちなんだ名称で品種登録されている。よく知られたクローナル品種としてはダージリンのAV2（Ambari Vegetative 2）、B157（Bannockburn 157）、P312（Phoobsering 312）がある。

## 生産

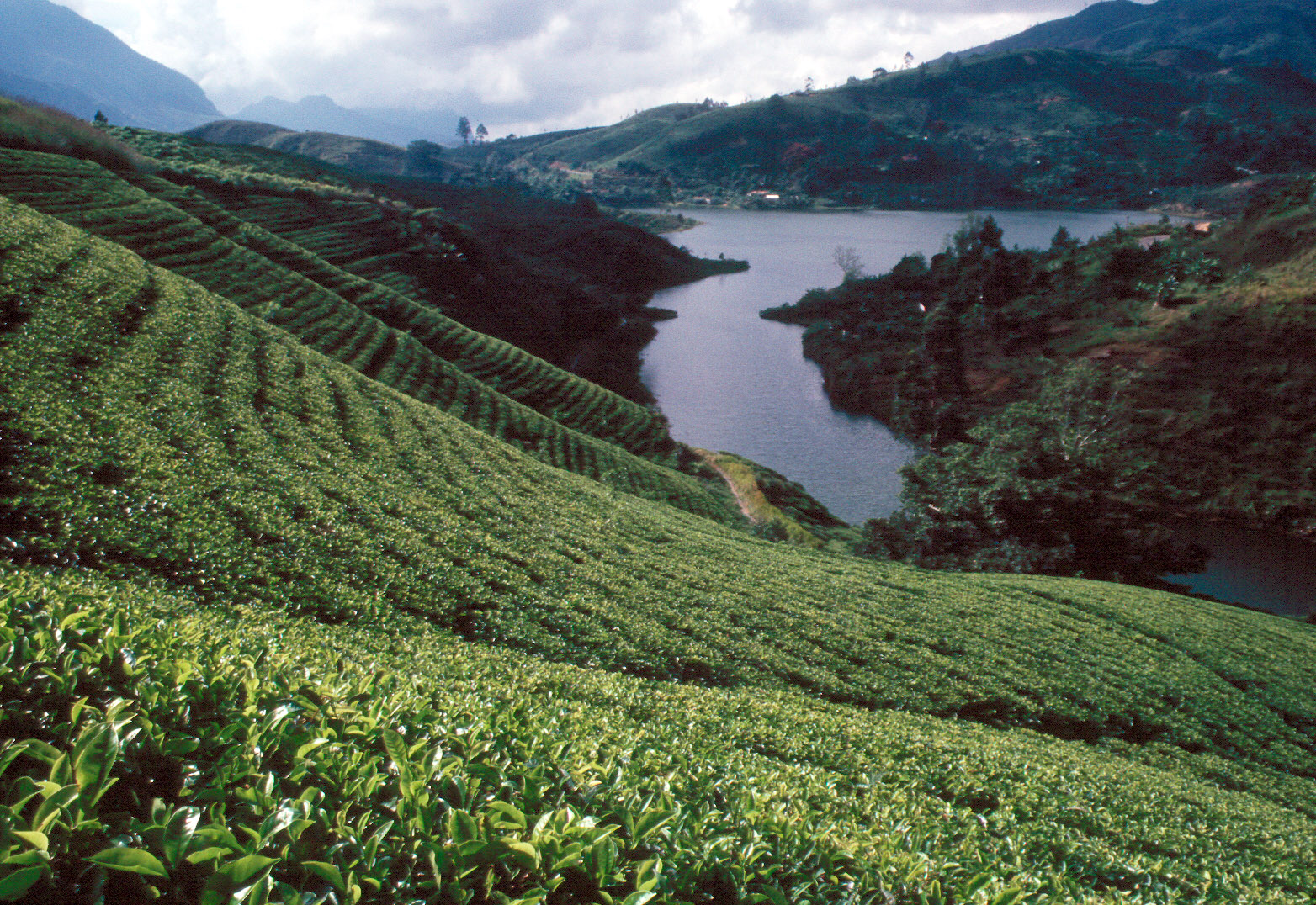
スリランカ高地の紅茶プランテーション

最大の生産国はインドで、次いでスリランカ、さらにケニア、トルコ、インドネシアと続く。中国は茶の生産全体ではインドとスリランカの間に入るが、緑茶と区別した統計がないため、詳細は不明である。
一般に、標高の高い冷涼な環境で栽培されるものには、香りの優れたものが多い。対して、強い日射の低地で栽培されたものは、味に優れ（ただし、比較的アクの強いものとなる）茶湯の水色の濃いものが多いとされる。ダージリン、ウバ、キーマンなどは前者に、ルフナ、アッサムは後者に入る。一般に前者のものが高価である。近年では強い渋味を好む中近東地域で低地産紅茶の消費が増えている。
スリランカでは製茶工場の標高により、1,219m (4,000ft) 以上のものをハイ・グロウン、610m (2,000ft) 以下のものをロウ・グロウン、その間のものをミディアム・グロウンと区別している。
収穫期によっても品質は変化する。
ダージリンティーの場合、一番茶の採れる3・4月には、香りの優れた緑がかったもの、続く5・6月には味・香りともに優れたものが採れる。7・8月の雨期には香りのない低品質のものとなる。9・10月に採れる秋茶は主にブレンド用とされる。
セイロンティーの場合、産地により最高品質の茶が採れる季節が異なる。例えば、ウバは7・8月、ディンブラは1・2月となる。

### 栽培と収穫

#### 栽培
次の条件を満たす地域が茶樹の栽培に適するとされる。
- 熱帯あるいは亜熱帯に属する。
- 年平均気温13℃以上、年降水量1500ミリ以上である。
- 弱酸性土壌である。
- 土壌の排水性が良い。

収穫期に、乾燥した日内寒暖差の激しい日が続くと香気に優れた茶葉が得られるともといわれる。また、茶樹の栽培から茶葉の収穫にかけて人手がかかるため、安くて良質な労働力が求められることも重要である。
茶樹は、病虫害や気候の変動に比較的良く耐える植物であるが、良質な茶葉を生産するためには専門の管理士の指導の下、比較的人手のかかる作業を含む管理が必要である。

#### 収穫
茶の収穫（茶摘みと呼ぶ）は、通常人手で行なう。通常鋏などは使用しない。枝の先端の芽（「芯」と呼ぶ）と、その下二枚の葉までを摘む方法（一芯二葉摘みと呼ぶ）が理想とされるが、実際はもう一枚下の葉まで含めて摘む方法（一芯三葉摘み）が一般的になっている。高級茶葉の中には一芯一葉摘みもあり、チップを多く含んでいる。

### 加工
製造は以下の工程からなる。
生産（栽培、収穫） ⇒ 萎凋 ⇒ 揉捻 ⇒ 玉解 ⇒ 篩分 ⇒ 揉捻 ⇒ 発酵 ⇒ 乾燥（⇒ 抽出）
簡単に言ってしまうと、収穫した茶葉を放置し、しおれさせた後に揉み潰してまた放置、茶葉が褐色に変化したところで乾燥させる。という工程の並びになる。しおれさせる工程を萎凋、揉み潰す工程を揉捻、茶葉が褐色に変化するのを待つ工程を発酵と呼ぶ。
従来は、茶葉の形状を残し、針状にまとめたもの（リーフタイプと呼ぶ）が一般的であったが、近年では、揉捻の際茶葉を磨砕し細かくしたもの（ブロークンタイプと呼ぶ）が増えている。萎凋を浅くしたブロークンタイプのもの（CTCタイプと呼ぶ）や、萎凋前の茶葉を裁断して作るもの（レッグカットと呼ぶ）もある。

#### 生産
茶の生産については「紅茶の生産」節を参照。

#### 萎凋
次の工程での加工のため、茶葉に含まれる水分量を調節する工程を萎凋（いちょう）と呼ぶ。実際には、萎凋棚に生茶葉を広げ、通風環境下で18時間程度静置する。通常茶葉の重量が元の茶葉の55%に減少するまで行なう。この操作により、茶葉は柔軟になる。また、この際萎凋香（いちじく様の香りといわれる）を生じる。
香りの強いダージリン紅茶の場合は、この萎凋を強くし、茶葉の重量が元の40%になるまで行なう。一方、茶湯の水色に重きをおくCTC紅茶では萎凋を弱くし、茶葉の重量が元の70%になったところで次の工程に入る。

#### 揉捻
揉捻（じゅうねん）とは、萎凋の終った茶葉を40分程度かけて揉み潰し、細胞膜を破壊することで紅茶の成分を抽出しやすくすると同時に、茶葉中の酵素やカテキンを浸出させ、酸素を供給して次工程の発酵を開始させること。一回の揉捻で全ての茶葉を揉み潰すのは困難なため、以下の2工程が追加される。

##### 玉解と篩分
揉捻により塊状となった茶葉を解きほぐし（玉解）、細かくなった茶葉をふるい分け（篩分）する工程。通常機械を用いて同時に行なう。細かくなった茶葉は次の工程を飛ばし、発酵の段階で元の茶葉とあわせる。

##### 再揉捻
30分程度かけて再び揉捻を行ない、茶葉の形状を整えるとともに、揉捻を完全にさせる。

#### 発酵
茶葉中に含まれる酸化酵素の作用を利用してカテキン類を酸化発酵させる。実際には、気温25℃、湿度95%の部屋に2時間程度静置する。この際、茶葉は褐色に変化する。

#### 乾燥
十分に発酵した茶葉を加熱し、茶葉中の酵素を失活させることで発酵を終了させるとともに、60%近くある茶葉の水分量を3%程度にまで減少させる。

### 旬
香り、色、味が最も充実する旬にあたる時期をクオリティ・シーズンという。
早摘み茶
ファーストフラッシュのうち、特に早い時期に摘んだもの。初売りのファーストフラッシュとして競って店頭に並べられる。
ファーストフラッシュ
春摘みといわれる紅茶。低温期に生産を行なわない地域での新茶となる。香りが強く、発酵の浅いものが多いため、茶湯の水色も緑色を帯びるものが多い。
インビトウィーン
中間摘みといわれる紅茶。あまり出回らない。
セカンドフラッシュ
夏摘み、もしくは2番摘みといわれる紅茶。味、香気ともにバランスがとれ、茶湯の水色に優れた非常に高品質な紅茶が得られる時期。
オータムナル
秋茶とも呼ぶ。秋摘みという意味の紅茶。品質はセカンドフラッシュに比べ劣る。茶葉のツヤもなく、荒れた品質となる。香気は弱いがしっかりとした味の紅茶となる。

### 等級

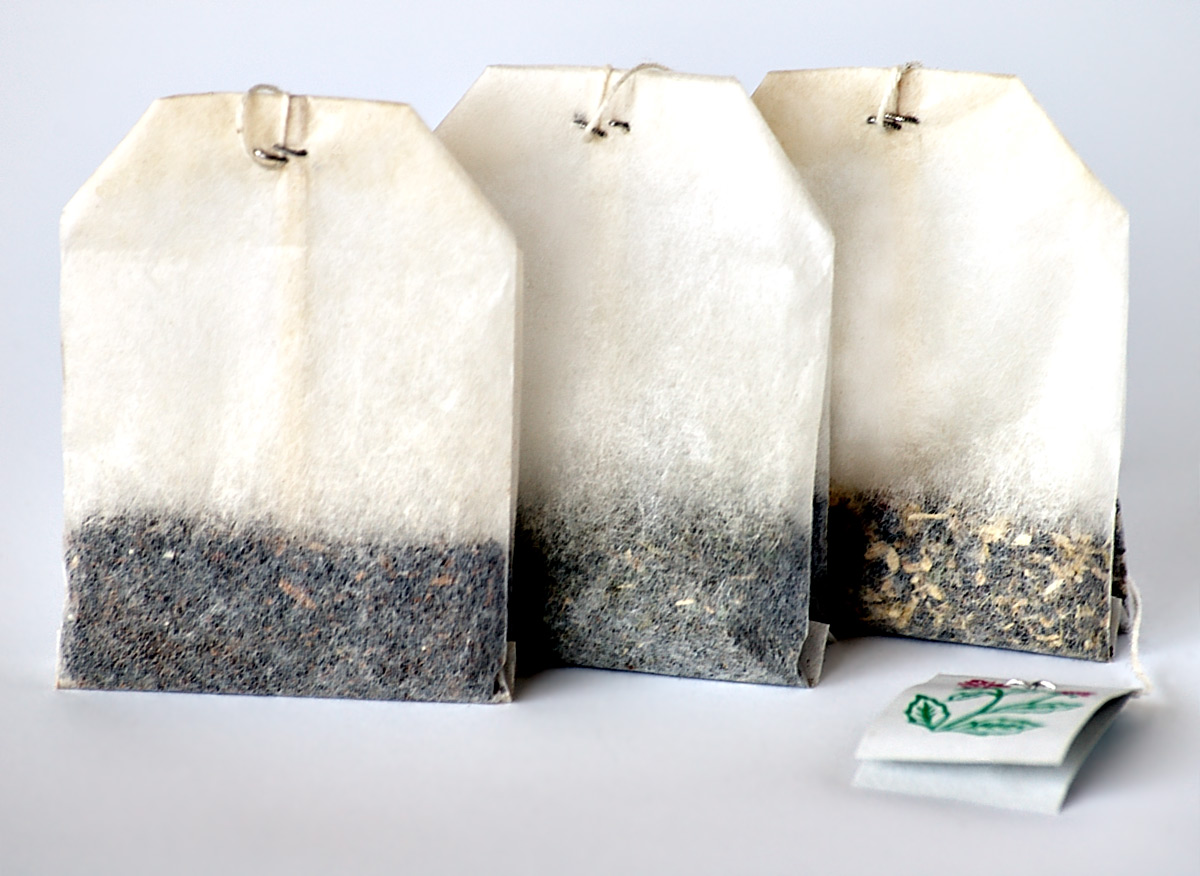
ティーバッグ

茶葉の仕上げの茶葉形状で分類したものが等級である。一般に紅茶の等級区分というが、それは茶葉の「大きさ」と「外観」を表すだけで、品質の良し悪しを表したものではない。したがって味や香りを保証するものではない。茶葉の大きさや揉捻に差があると、抽出時間にばらつきが出て味に影響が出るため、揃えているものである。国際的に統一された規格ではないため、同じ等級でも産地によって形状に違いがある。
オレンジペコ (Orange Pekoe, OP)
茶葉の形状としては一番大きい茶葉を指す。
フラワリー・オレンジペコ（Flowery Orange Pekoe, FOP）
オレンジペコ等級並の大きさの茶葉で芯芽や若葉が多く含まれるものを指す。
ブロークン・オレンジペコ（Broken Orange Pekoe, BOP）
オレンジペコと同じ茶葉を細かく砕いたものを指す。
ペコ（Pekoe, P）
BOPよりやや大きく、OPやFOPより小さい茶葉を指す。
フラワリー・ペコ（Flowery Pekoe, FP)
Pで芯芽を多く含むものを指す。
ブロークン・オレンジペコ・ファニングス（Broken Orange Pekoe Fannings, BOPF）
BOPよりさらに細かくなった茶葉を指す。
ダスト（Dust, D）
一番細かく粉状になった茶葉を指す。上質なものから低質なものまで様々である。主にティーバッグに使われる。
ファニングス（Fannings, F）
BOPFをふるいにかけたもの。Dより大きい。
ブロークン・ペコー（Broken Pekoe, BP）
Pをカットしたもので、BOPより大きいサイズ。
ペコースーチョン（Pekoe Souchong, PS）
Pよりも堅い葉からなる。香りも茶湯の水色もPより弱い。
スーチョン（Souchong, S）
PSよりも丸みがあり、大きくて葉は固い。
ブロークン・ペコー・スーチョン（Broken Pekoe Souchong, BPS）
PSの茶葉をカットし、ふるいにかけたもの。BPより大きい。
その他、通常より茶葉が大きかったり芯芽や若葉が多く含まれていたりする場合、他と差別化するために「OP1」など、等級名に1を付けるなどする場合がある。元々は茶摘みにおいて枝の芯芽とそのすぐ下の若葉2枚を摘む1芯2葉摘みという手法を取っており、1葉と2葉をそれぞれ摘んで製茶されていた。そのため1葉をオレンジペコ、2葉をペコと呼んでいたが、現在ではこの摘み取ったものを一部（特殊な製茶をする場合）を除いて一緒に加工されているため茶葉の区別がなくなり、茶葉の部位ではなく仕上がり時の形状を示す言葉となっている。
なお、特に高品質の茶葉として以下のものが出回っている。これらの等級に関しては、おおむねインド政府紅茶局が認定（TGFOPまで）はしているが、元々は茶園やディーラー、さらにはバイヤーが茶葉の細分化を図る目的、及び品質の良さをアピールするために独自に付けたもので、基本的にチップの種類や含まれる量によって決められる感がある。したがって、本来のリーフ形状による等級付けの範疇をいささか逸脱した感もある。
チップを自然乾燥させたものをシルバーチップ、揉捻の際に出る、発酵成分を含んだ液に染まることで、乾燥後に金色に光るものをゴールデンチップという。ゴールデンチップを多く含むと茶湯の水色も濃くなる傾向がある。
ゴールデン・フラワリー・オレンジ・ペコ (Golden Flowery Orange Pekoe, GFOP)
FOPのうち、チップを含み茶湯の水色が美しい黄金色を呈すもの。goldenはチップの色と茶湯の水色双方を意味する。
ティッピー・ゴールデン・フラワリー・オレンジ・ペコ (Tippy Golden Flowery Orange Pekoe, TGFOP)
GFOPのうち、チップの量がとても多いもの。
ファイン・ティッピー・ゴールデン・フラワリー・オレンジ・ペコ (Fine Tippy Golden Flowery Orange Pekoe, FTGFOP)
TGFOPのうち、ほとんどがゴールデンチップから成るもの。
シルバー・ティッピー・ゴールデン・フラワリー・オレンジ・ペコ (Silver Tippy Golden Flowery Orange Pekoe, STGFOP)
TGFOPのうち、ほとんどがシルバーチップから成るもの。STGFOPもスペシャル・ティッピー・ゴールデン・フラワリー・オレンジ・ペコと表示される場合がある。
シルバー・ファイン・ティッピー・ゴールデン・フラワリー・オレンジ・ペコ (Silver Fine Tippy Golden Flowery Orange Pekoe, SFTGFOP)
この等級は従来のカテゴリにはなく、後にディーラーが追加で作ったものと推測されるが、チップの量・質ともに優れているものに付けられている。ゴールドチップ、シルバーチップ共に多く含む最上級茶葉である。
さらにTGFOP1やSFTGFOP1など最後に'1'を付けた物もあり、これはナンバーワンというような意味である。
また、チップのみを集めたものがシルバーチップやシルバーニードルの名称で高額に取引きされる。一般の紅茶とはかけ離れた味、風味、茶湯の水色を持つものでありマニア向けである。味も香りもほとんどなく茶湯の水色も淡いと誤解されることが多いが、これは一般の紅茶と同じ抽出時間しかかけていないためである。十分に味や香りを引き出すためには15分から30分あるいはそれ以上の抽出時間が必要である。

### 製品化

#### ブレンド
消費者の嗜好に合わせて異なる原茶を配合し一定の品質と価格を保つように製品化することをブレンドと呼ぶ。なお、一般家庭で複数の茶葉を混合することはミックスと呼ぶ。
ブレンドには大きく分けると2通りあり、異なる産地のものを合わせる場合と、同じ産地で違う茶園や違う日にちに採取した茶葉を合わせる場合がある。また香料やその他の方法で茶葉に香りを定着させたりハーブやドライフルーツなどを混合したものは、着香茶（フレーバーティー）と呼ばれる。大手メーカー（パッカー）の商品にブレンドが多いのは、安価で安定した茶葉を広く流通させるためである。
以下に良く知られるブレンド名を示す。
ブレックファスト
朝食に合わせた強い風味の濃いブレンド。茶葉にはモルティーな風味のアッサム、セイロン（スリランカ）、ケニア、またキームンがよく用いられ、ミルクとの相性が良く作られる。イングリッシュ、アイリッシュ、スコティッシュの3種があり、後に挙げたものほど一般に風味が強い。
アフタヌーン
アフタヌーンティーの軽食に合わせた軽い風味のブレンド。多くはセイロン（スリランカ）またはインドの茶葉が用いられる。
HMB (Her Majesty's Blend)
通常、リッジウェイの物を指す。渋味の抜けたスッキリとした味わい。
プリンス・オブ・ウェールズ
キーマンをベースにした特徴のある香。名称の由来は英国・皇太子時代のエドワード8世の称号（「プリンス・オブ・ウェールズ」参照）。

#### 着香茶（フレーバーティー）
着香茶（フレーバーティー）には香料を茶葉に吹き付けたものや、ハーブやドライフルーツなどを茶葉に混ぜ込んで着香したもの、香りの強い物質から茶葉に香りを吸着させたものなどがある。品質の良くない茶葉に商品価値をつけるために着香することが少なくない。前述の産地名のついたブレンドの中には、紅茶の香りを人工的につけた粗悪なものもある。
アールグレイ
比較的渋みの少ないブレンドした茶葉にベルガモットで香りを付けた着香茶のこと。名前は19世紀の英国首相グレイ伯爵を由来としており、キーマンに着香したものがスタンダードとされる。独特の香りが好まれ、高温に加熱しても香りが飛ばないことから、クッキー、ケーキ、ゼリーなどの菓子にアールグレイがよく使われる。ただ、厳密に言えばこれらは紅茶風味の菓子というより、ベルガモットの香りの菓子である。
レディグレイ
アールグレイをベースに、柑橘類の果皮とヤグルマギクの花を加えたトワイニング社のブレンドティ。フルーティーで爽やかな風味。
正山小種（ラプサン・スーチョン）
欧米への輸出用のものは茶葉を松葉で燻して着香した着香茶で正露丸にもたとえられる強い燻香がある。中国国内向けのものは燻香が淡いものが多く中にはまったく燻香を含まないものもある。ミルクティーを淹れるときに、この茶葉を一摘み加える使い方もある。

## 産地

### インド

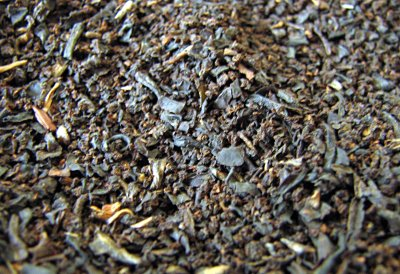
アッサムの茶葉

インドでは、基本変種、アッサムチャの両方が栽培される。代表的な産地としてアッサム、ダージリン、ニルギリが知られる。
アッサム (Assam)
インド北部産。茶湯の水色は澄んだ濃い目の深い紅色でミルクティーに適する。甘い芳醇な香気を持ち、こくのある濃厚な味。
ダージリン (Darjeeling)
インド北部産。茶湯の水色は透明度の高い琥珀色でストレートティー向き。世界最高と称される特徴的な香気（マスカットフレーバー、あるいはマスカテルと呼ばれる）と、好ましい刺激的な渋味（一般にパンジェンシーと表現される）を持つ。特に硬度の低い水を用いると良く香りが出るといわれる。ダージリンには、100以上の茶園が存在している。
ニルギリ (Nilgiri)
インド南部産。スリランカに近く、特長もスリランカのハイ・グロウンに似る。茶湯の水色は濃い橙色でミルクティーや特にスパイスを用いるバリエーションティーに適する。フレッシュですっきりとした香気としっかりとした風味を持つ。
ドアーズ (Dooard)
インド北部産。茶湯の水色は濃橙色。ミルクティー向き。強い渋みはなく、こくのある味だが、香気に劣る。
シッキム (Sikkim)
インド北部産。ダージリンに似るが、渋味が弱めでこくがあるといわれる。

### インドネシア
スマトラ
ジャワ (Java)
ジャワ島産。基本変種とアッサムチャの両方が栽培されている。

### マレーシア
マレー半島南部のキャメロンハイランド、茶園名はBoh

### バングラデシュ
シレット (Sylhet)

### スリランカ
『セイロンティー』の名前で知られる。ウバ、ヌワラエリヤ、ディンブラ、キャンディ、ルフナの5地域をまとめて「セイロン・ファイブ・カインズ」と呼ぶ。
セイロンティーは茶園・工場の標高位置によって
- ハイ・グロウンティー（高地産茶） - 標高4,000フィート（約1,300m）以上で生産されたもの
- ミディアム・グロウンティー（中地産茶） - 標高2,000〜4,000フィート（670〜1,300m）の中地で生産されたもの
- ロー・グロウンティー（低地産茶） - 標高2,000フィート（670m）以下の低地で生産されたもの

の3つに分類される。
ウバ (Uva)
セイロン島南東部。茶湯の水色は明るい鮮紅色で優れ、ティーカップに注いだときに見られる、内側の縁に浮かびあがる金色の輪は「ゴールデンカップ」あるいは「ゴールデンリング」と呼ばれている。好ましい刺激的な渋味（一般にブリスクと表現される）を伴う芳醇な風味と、一般に薄荷に似た、ときに甘い花のような香気（茶葉により様々に変化する）を持つ。飲んだときサリチル酸メチル香を感じられるものが高品質とされる。濃い目のミルクティーに適する。ダージリン、キーマンと並ぶ三大銘茶のひとつ。
キャンディ (Kandy)
セイロン島中央部。茶湯の水色は輝きのある紅色で冷めても濁り（「クリームダウン」と呼ぶ）を生じにくい。バリエーションティーやアイスティーに最適。香りは控えめで、渋みが少なく、軽く柔らかだがこくのある味。
ディンブラ (Dimbula)
中央山岳地帯の西側に広がる高地。茶湯の水色は明るく鮮やかな紅色。マイルドで優雅な香りと適度な渋みを伴うバランスのとれた味わいが特徴。
ヌワラ・エリヤ (Nuwara Eliya)
セイロン島中央部。茶湯の水色は淡い橙赤色。ストレートティー向き。'草いきれのする'と称されるさわやかな香気を持ち、優しく穏やかな、しかししっかりとした味。
ウダプッセラワ (Udapussellawa)
ヌワラエリヤ地方とウヴァ地方に挟まれた地域で生産されるハイグロウンティー。以前はヌワラ・エリヤとウバに分かれて出荷されていたが、2000年頃から独立した産地として出荷されている。
ルフナ (Ruhuna) / サバラガムワ (Sabaragamuwa)
セイロン島南部。茶湯の水色は深紅色。ミルクティー向き。独特の強いスモーキーな香気を持っている。重い風味と濃厚な渋みを持つ。主にアラブ諸国で好まれている。
ゴール (Galle)
セイロン島南部。茶湯の水色は明るいオレンジ色。アイスティー・ストレートティー向きだが、ミルクティーにも向いている。ロウグロウン（low grown）
ラトゥナプラ (Ratnapura)
茶湯の水色は澄んだ濃い紅色。ストレートティー向き。チョコレートのような風味、チャイによく使われる。ロウグロウン（low grown）

### 中国
基本変種の紅茶として有名なものには、祁門（キームン）、雲南（ユンナン）などがある。これらはインドやスリランカのものと比べ茶葉が細かく砕かれていないものが多い。渋味が出にくいものが多い。燻したような香りのするものもある。またアールグレイなどの着香紅茶に利用される場合もある。（→中国茶）
- 祁門紅茶（キームン、キーマン、キーモン、祁紅）：安徽省祁門県産。
三大銘茶の一つ。独特の甘い香りと微かなスモーキーさを漂わせ、味わいは渋みが少なく甘さを持っている。イギリス女王の誕生日茶会に饗されることでも知られている。
- 雲南紅茶（滇紅）：雲南省鳳慶県・昌寧県近辺産。
- 英徳紅茶（英紅）：広東省英徳市産。イギリス王室に称賛されたことがある。
- 宜紅：湖北省宜昌市近辺産。
- 四川紅茶（川紅）：四川省産。
- 正山小種（ラプサンスーチョン）：福建省武夷山地域産。

### アフリカ
アフリカでは、ケニア、タンザニア、マラウイ、モザンビークなどで生産されているが、その多くがブレンド用である。ケニア産のものは比較的良質といわれる。
ケニア
標高2000メートルの高地で作られ、セイロンに似た特徴を持つ。ケニアの他にも、タンザニア、マラウイでも生産されている。
ルクリリ(Rukuriri)
ケニア原産で、CTCで茶葉が粒状になっているのが特徴。
アフリカンプライド

### ジョージア
ジョージアの紅茶は深橙色。ストレートティー向き。甘い味を持つといわれる。

### トルコ
リゼ (Rize)
チャイの代表的産地がリゼ。チャイダンルックと呼ばれる二段式のヤカンを用いる。紅茶をいったん濃く淹れ、湯で好みの濃さに調節し、沢山の砂糖を入れて飲まれる。

### 日本
1876年（明治9年）に紅茶用茶樹の種子が導入され、鹿児島県、福岡県、静岡県、東京に紅茶伝習所が設けられ、紅茶に適するアッサムチャと基本変種を交配して国産紅茶品種を作り、紅茶の製造が始まった。昭和30年代半ばまでは1,500t以上生産されていた。1971年の紅茶輸入自由化以降、国内の紅茶生産は壊滅状態となったが、現在では静岡県および長野県、岐阜県、三重県、奈良県、滋賀県、山陰地方、九州地方（福岡県や屋久島など）といった地域で生産された国産紅茶が若干量流通している。これら国産品を「和紅茶」と呼称している事業者もある。「紅ほまれ」「はつもみじ」「紅かおり」といった紅茶向け品種もある（後述）。
生産者により品質のばらつきが多い傾向がある。やぶきた等の緑茶用品種から作られるものは渋みや苦みが少なく口当たりが柔らかい反面、香も淡いものが多い。べにふうき等の紅茶用品種から作られるもにのはインドやスリランカの紅茶に匹敵する強い味と風味を持っているものもある。
一方、沖縄県では紅茶生産に適する原料となるアッサムチャの生産に適する位置から、1958年にアッサムチャの生産を試みた記録がある。定着はしなかったが、2000年より再度生産を開始。「琉球紅茶」のブランド名にて有機・無農薬栽培などの付加価値を付け、苗木から選定したブランド化をスタート。自治体と取り組み本格的な生産に乗り出し、「金武町琉球紅茶産地化事業」が2008年JAPANブランドに認定。同年、中小企業庁地域資源育成事業にも認定され、国外の販路も視野に入れた高品質な国産紅茶の本格的な生産を開始している。
静岡市では静岡市ブランドとして丸子（まりこ）紅茶を登録し、研究機関をおいて発酵茶の普及にも尽くしている。
紅茶の会は2002年から毎年、地紅茶サミット（全国地紅茶サミット）を開催している。「地紅茶」とは国産紅茶のことで、紅茶の会の藤原一輝により提唱された。ここで、「国産」とは「日本産」だけを指すものではない。
- 主なブランド
  - 静岡県：静岡紅茶、丸子紅茶
  - 新潟県：雪国紅茶
  - 長野県：うまいんだに
  - 三重県：伊勢紅茶、鵜方紅茶（志摩市鵜方地区）[17]
  - 奈良県：月ヶ瀬紅茶
  - 滋賀県：朝宮紅茶
  - 島根県：出雲紅茶
  - 鳥取県：鳥取紅茶
  - 岡山県：高梁紅茶
  - 広島県：世羅紅茶
  - 高知県：土佐茶、沢渡茶
  - 福岡県：八女紅茶
  - 熊本県：天の紅茶（水俣市）
  - 佐賀県：嬉野紅茶
  - 大分県：杵築紅茶
  - 宮崎県：みやざき紅茶
  - 鹿児島県：鹿児島紅茶、枕崎紅茶、阿久根紅茶
  - 沖縄県：琉球紅茶、ラフィアンティー、山城紅茶、やんばる紅茶

- 主な国産紅茶用品種（農林登録年度）※紅茶向け品種には「べに」「もみじ」など赤色を連想する言葉が使われている
  - べにほまれ（昭和28年）
  - はつもみじ（昭和28年）
  - べにかおり（昭和29年）
  - べにふじ（昭和35年）
  - べにひかり（昭和44年）
  - べにふうき（平成5年）：メチル化カテキン利用により機能性食品原料として注目品種

また杉の葉を加工して「紅茶」の名称で販売されている商品もある。

## 飲み物としての紅茶

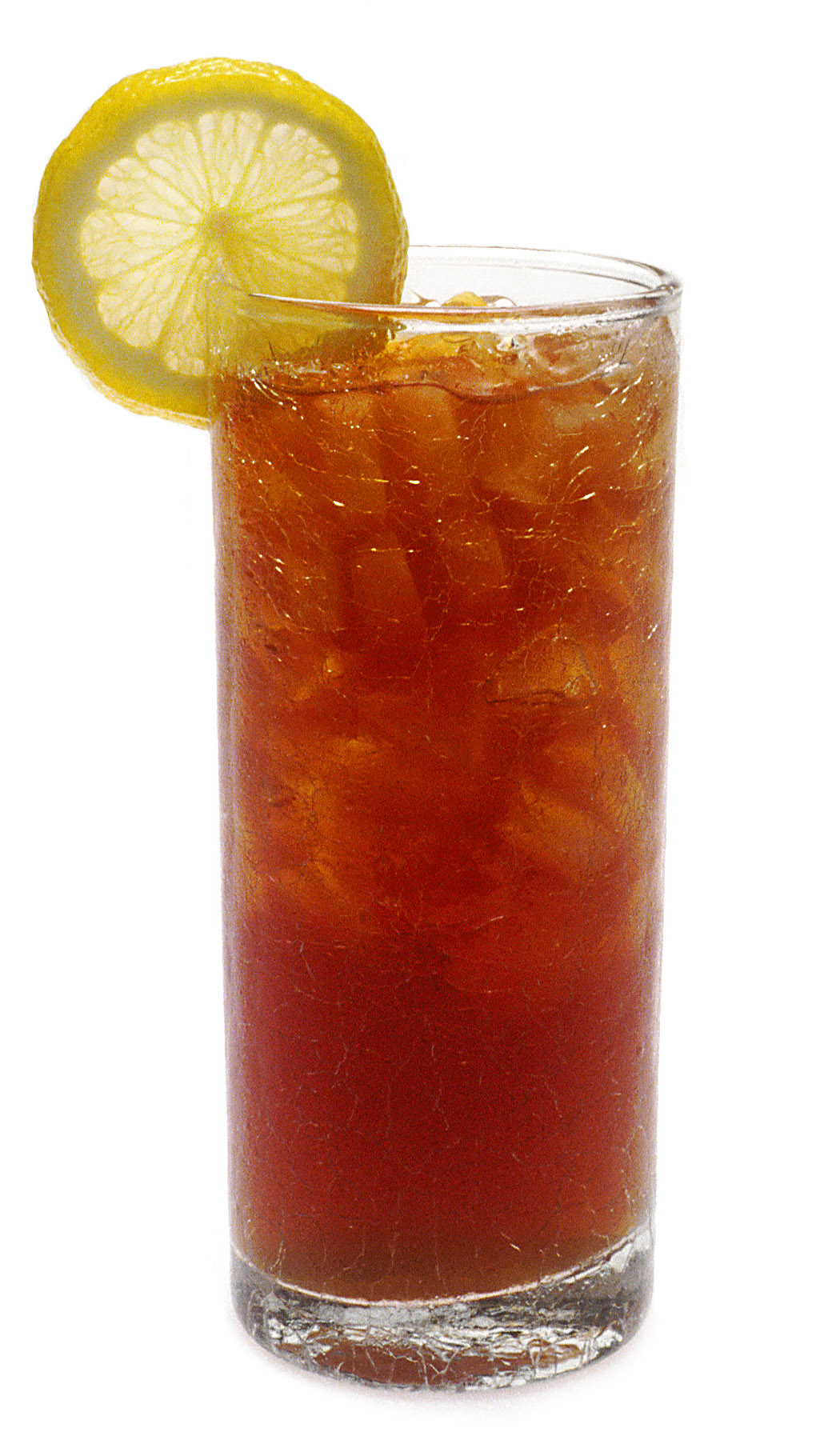
レモンの輪切りを添えたアイスティー

茶葉を熱湯で抽出し、その抽出液を飲用する。抽出の方法にはいくつかの種類があり、「淹れる人ごとに各々の決まりがある」と言われている。
好みにより、砂糖、ミルク、レモン、ジャムなどを入れて飲むが、後述するようにこれは茶湯の水色の呈色に影響する。ティーバッグを使えば、手軽に紅茶を楽しむことができる。さらに、シナモンなど入れて飲んだりすることがあり、独特の風味や味を楽しむことができる。これは、シナモンティーという。
紅茶とミルクを合わせたもの、いわゆるミルクティーをいれる際に、ミルクを先に入れるか、紅茶の中にミルクを落とすかが、紅茶好きの間では常に議論の種になる。イギリス王立化学会が2003年6月24日にレポート『How to make a Perfect Cup of Tea（完璧な紅茶の入れ方）』で「冷たいミルクを先に入れたほうが良い」と発表したが、これは熱い紅茶の中にミルクを注ぐとミルクのタンパク質が変質し風味を損ねてしまうことが化学分析の結果明らかになった、というものである。しかしイギリスでミルクといえば低温殺菌牛乳が主流であるため、おそらく低温殺菌牛乳のミルクを使った場合の話と考えられる。
また、「ミルクを先に入れるべき」との根拠として熱い紅茶を上質な薄手の茶器に注いだ場合、熱によりひびが入る可能性があるため冷たいミルクで緩和するというものがある。しかしこれも予め茶器を温めておくことにより回避は可能である。他にはミルクを先に入れた方が入れたミルクの量が判りやすいという根拠もある。

### 淹れ方

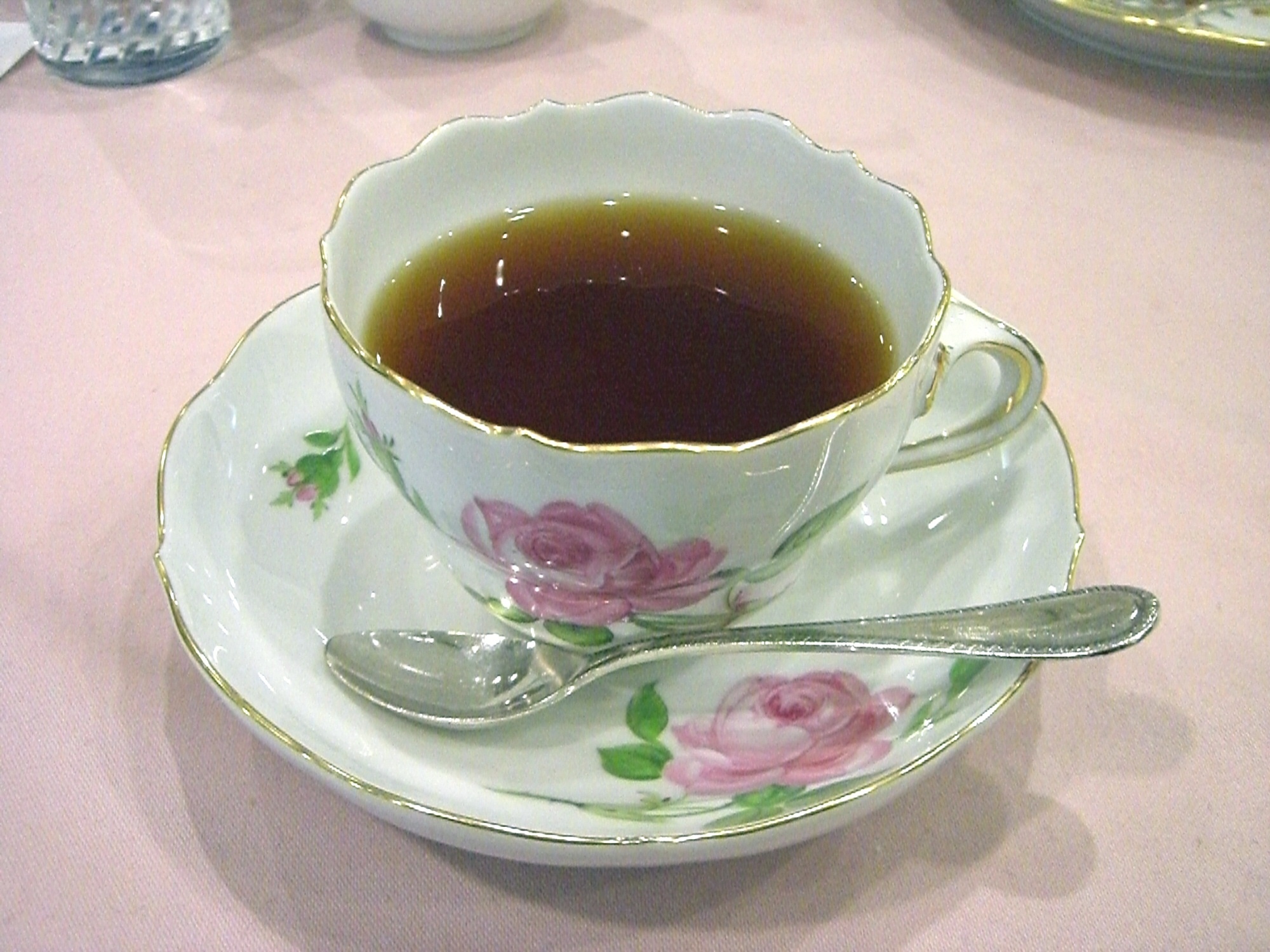
淹茶式でいれた紅茶

紅茶の淹れ方には大きく分けて、淹茶式、煮出し式、煮込み式、濾過式の四つが知られている。

#### 淹茶式（えんちゃしき）
ポットなどの容器に茶葉を入れ、熱湯を注いで蒸らし、茶葉を濾別して抽出する方法。家庭における一般的かつ本格的な方法といわれる。ティーバッグを用いる場合もこれに分類される。
19世紀にビートン夫人の著した家政書『The Book of Household Management』によって、英国式ゴールデンルール(The Five Golden Rules)といわれる紅茶の淹れ方のスタンダードが確立され、改訂されつつも現代に至るまで受け継がれている。おいしく紅茶を淹れるコツは、良質の茶葉を用い、新鮮な汲みたての水を用意し、予めよく温めておいたティーポットに茶葉を入れて、緑茶の場合と違い、十分に沸騰（ただし、沸騰したてのもの）させた湯をすぐに注ぐことである。ポットが冷めていては沸騰した湯も冷めてしまい、茶葉の旨みが抽出されにくいので、冬場は特に手を抜かないでおきたい。茶葉を充分に蒸らし、葉が開ききってからティーカップに注ぐ。ポットは蓋付きのものを用い、ティーカップも予め温めておくと良い。
抽出時間はBOPなどの粉末状の茶葉なら2分以内、OP以上の茶葉の形が残っているものなら3 - 5分がよいとされる。あくまで目安なので好みで調整するとよい。

#### 煮出し式
鍋や釜に湯を沸かし、茶葉を入れてそのまま煮出した後、茶葉を濾別する方法。煮出す時間は普通30秒程度。煮出している最中は蓋をすること。鍋一つでもできる、比較的簡便な方法ではあるが、一度に多量に抽出できる上、抽出時に変化が与え易く、応用の利く方法である。
また、ロシアやトルコなどでは紅茶を入れる際の湯沸かし器としてサモワールが伝統的に使用されてきた。サモワール上部にはティーポットが据えられる構造となっており、ポットが加熱され続けることにより茶液が濃縮される。
ロイヤル・ミルク・ティー
牛乳で茶葉を煮出したもの。あるいは、少量の水で煮出してから牛乳を入れて沸かしたもの。クリームを加えてより濃厚に仕立てることもある。ただし、これは紅茶の本場イギリスを連想させる単語として「ロイヤル」を用いた日本独特の呼称であり、イギリスにおいてそのような表現は存在しない。日本のティールームの草分けといわれるリプトン本社直轄喫茶部極東支店（現在は(株)フクナガ）で、1965年にロイヤルシリーズの一つとして考えられ、同名の紅茶飲料が販売されるに従い次第に広まっていった。イギリスではこの手の紅茶は「インディアンティー」つまり後述のチャイと呼ばれており、特に区別されていない。詳しくは「ロイヤル・ミルク・ティー」を参照。
スパイス・ティー
水で煮出してからミルクを入れて沸かし、さらにシナモンやクローブなどのスパイスを加えたもの。

#### 煮込み式
煮出し式に似ているが、水の代わりにミルクを用い、抽出に比較的長い時間をかけるもの。インド・チャイがこれに当るが、ハッキリとした定型がなく、煮出し式との区別はむずかしい。多くの場合、多量の砂糖とスパイスが入る。またミルクを使った煮出し式と比較すると、煮出し式は茶葉の香りを飛ばさぬようミルクが完全に沸騰する前に（俗にいう「吹かさないように」）火を止めるが、煮込み式の場合はあえて何度も煮返して水分を飛ばし、茶葉の香りよりはミルクの濃厚さとスパイスの香りを重視して作る場合が多い。店頭では常時沸かしっぱなしになっていることが多い。

#### 濾過式（ろかしき）
茶漉しやネル袋に茶葉を入れ、上から熱湯を注ぐ方法。このときにネル袋を抽出液に浸漬したり、茶葉を搾るなどの操作が加わる。上から熱湯を注ぐだけでは「色つきのお湯」程度にしかならず、逆に揉んだり絞ったりすれば非常に濃い紅茶となるが、いずれにせよ良い方法とはいえない。多量の砂糖とミルクを添えて味を誤魔化さねば飲みにくい代物である。

### 飲み方（作法）
世界各地には様々な紅茶の楽しみ方がある。

#### 日本（作法）
喫茶店やカフェにおいては、コーヒー、ココアと並ぶ飲料メニューとして存在している。また飲む直前に家庭や店舗で入れるもののほかに、工場で大量生産される缶・ペットボトル入り紅茶（紅茶飲料）も増えてきており、手軽に飲めるようになっている。ホテル等では英国式のアフタヌーンティーも提供される。日本のティーバッグは紐付きで茶葉の量が少ないティーカップ用が一般的であるが、最近はイギリスで一般的な大型マグカップ用の円形で紐がついていないタイプも輸入食材店等で販売されるようになってきている。
季節によって多少のばらつきはあるものの、ストレート、ミルク、レモンの3種類の飲み方が一般的であり、砂糖が別に添えられ飲む人の好みによって加えられる。ハーブティーや、果物のピールなどを加えて香りを楽しむフレーバードティー、リンゴや桃などの果汁や香りを加えて味を楽しむフルーツティー、好みのジャムを加えたロシアン・ティー、インド風にスパイス等を加え煮出したチャイなども飲まれている。また、寒暖の差がはっきりしている気候のため、冬はホット、夏はアイスで飲まれることが多い。
喫茶店やカフェなどで、エスプレッソコーヒーと同様に茶葉を高圧で抽出した紅茶（ティープレッソ）にミルクでアレンジを加えたティーラテ等のメニューも登場している。

#### アメリカ合衆国（作法）
アメリカ合衆国では圧倒的にコーヒーが飲まれるが、コーヒーはホットで飲まれることがほとんどで、冷たい飲み物としてはコーヒーよりもアイスティーがよく飲まれる。今日飲まれているアイスティーの発祥は1904年のセントルイス万国博覧会で販売していたホットティーが猛暑のためなかなか売れず、試しに氷を入れて販売したら大盛況になったのが始まりとされている。また、レストランなどでホットティーを注文した場合、茶葉ではなく、ティーバッグとお湯の入ったポットが供されることがほとんどである。

#### イギリス及びアイルランド（作法）

イギリスのアフタヌーンティー

紅茶はイギリス文化を代表する飲料とされ多くの国民が日常的に飲む。通常はミルクティーで、砂糖を入れる人もいる。英国の家庭では来客にまず紅茶を勧める事がよいマナーとされている。紅茶はイギリスでは家庭やカフェで主に飲まれる。客はティーのおかわりを勧められた場合断ってはならない風習があると言われ、1日に5-6杯以上飲むことも多いとされる。
イギリスといえばアフタヌーンティーなどが有名であるが、アフタヌーンティーなどをしているゆとりのない階級の人々は、午前中には「イレヴンシス」と呼ばれる休憩時間に紅茶を飲んでリフレッシュしている。但し、現在では移民の増加に伴って現在はそのスタイルも多様化している。
一般の家庭やパブ等ではティーバッグをマグカップに入れる場合がほとんどである。もちろんティールーム等の専門店やホテルなどにおいてはティーポットに茶葉で淹れ、ソーサー付きの茶器で供されることもある。なお、イギリスで一般的なティーバッグは丸型で紐がついていない。四角形やピラミッド型のティーバッグもある。抽出後はスプーン等で取り出す人もいるが、取り出さない人も多い。
UK Tea Council によると、イギリスでは一日に1億6500万杯の紅茶が消費され、コーヒー消費量7000万杯/日の2倍以上となっている。また、イギリスで飲まれる紅茶の96%はティーバッグで淹れられ、98%がミルクティーとして飲まれている。
産業革命時代に労働者の空腹を紛らわす目的で労働者階級にまで普及したため、濃いミルクティーに砂糖を入れて飲まれることもあるが、全体としては少数派となっており、砂糖無しで飲むのが一般的である。またイギリス軍のレーションにはティーバッグが付属している。

#### フランス（作法）
フランスではコーヒーがよく飲まれ、実際国民一人あたりの紅茶消費量はイギリスの十分の一程度でしかない。が、イギリスの紅茶が労働者階級にまで行き届いた日常性の高いものとすれば、フランスでの紅茶は普及が進まなかったため、逆にブルジョワジーの文化として定着した。

#### ドイツ（作法）
基本的にコーヒー文化圏ではあるが、北ドイツを中心に紅茶も一般化しておりよく飲まれている。ドイツとオランダにまたがるフリースラント地方の紅茶が有名で、オランダ東インド会社が西暦17世紀初頭にもたらした紅茶が端緒であった。ドイツ茶業同盟（Deutscher Teeverband e.V.) の調査によると、オストフリースラント（東フリースラント）では2016年の紅茶消費量が一人当たり300リットルであったが、これはドイツ全土の平均値の十一倍に相当する。
ドイツでの飲まれ方は、ホットのミルクティーが主流で、ビールのようにグラスに注がれて出されることがある。カフェインの取り過ぎを忌避する健康志向から、ハーブティーも普及している。トルコ移民が多い関係からトルコ紅茶も市販されている。レストラン、また宿泊施設の朝食ビュッフェではティーバッグが用意され、家庭では茶葉で楽しまれることも少なくない。

#### ポーランド（作法）
レモンティーがよく飲まれる。ミルクティーは子供の飲み物と思われており、カフェなどのメニューにミルクティーは載っていない。

#### インド（作法）
植民地時代にイギリスの影響を受けて独自の喫茶文化を発達させた。チャイと呼ばれる非常に甘い煮出し式ミルクティーを飲む習慣がある。

#### 中国・香港（作法）
中国では茶に何も加えずに飲む「清飲法」が好まれるため、紅茶を飲む場合も基本的に何も加えずに飲む。また、紅茶は五行説では「熱気」の飲み物とされているため、人によっては暑い時期を避け寒い時期だけ飲む。
香港ではイギリス流のアフタヌーンティーも盛んであるが、庶民はエバミルクと砂糖をたっぷり入れた香港式ミルクティーや、レモンを1/3個分ほど使った、レモンティーを特にアイスで楽しんでいる。また鴛鴦茶というコーヒーと合わせた香港独特の飲み物もある。
有名なブレンド「アールグレイ」は、グレイ伯爵が気に入った香港の紅茶の味を、ベルガモットのフレーバーを用いて再現したものである。
中国の茶に対する価値観では、茶葉のでき具合や仕上げの技術で茶の良し悪しを評価するため、茶葉をブロークンやダストに刻んでしまう紅茶は、あまり評価されない傾向がある。

#### チベット（作法）
中国雲南省などで作られる磚茶（たんちゃ。茶葉と茎を蒸して固形化した黒茶の一種）を煮出したものに、バターと岩塩、プンドを、ドンモやチャイドンと呼ばれる筒形の容器に入れ、攪拌して作る。バター茶とも呼ばれ、チベットでの重要なビタミンC摂取源である。どちらかというと味はスープに近く、主食のツァンパを練るのにも使う。モンゴルやブータン、ネパールなどでも同様の習慣がある。

#### ロシア（作法）
17世紀以来、中国方面から緑茶や磚茶を輸入していたロシアの紅茶の淹れ方は、煮出し式の項で触れたようにサモワールの上にかけたヤカンで濃く煮出した紅茶をグラスの四分の一程度入れ、お湯で薄める方法を取る。そのため、使われる茶葉は色が濃く出て、苦味、渋みが少なく伸びの良さが重視される。反面、煮詰める段階で香りは飛んでしまうので、英国式と違い香りは重視されない。
一人分ずつ供されたジャムをスプーンですくって舐めながら紅茶を飲むのが作法とされている。これは寒い地方で紅茶にジャムを入れると茶の温度が下がり、体を温めるのに適さなくなってしまう事が理由の一つだと言われている。日本において一般に「ロシアンティー」と言えば、紅茶に直接ジャムを加えた物とされているが、これはロシアと比べて比較的温暖なウクライナやポーランドの習慣である。
カレリア地方などの辺境地域では、故意に紅茶の受け皿に紅茶をこぼし、口に予め角砂糖等を含んだ上で、受け皿から紅茶を飲み干す習慣がある。砂糖を溶かさずに齧るのは、ロシアでの伝統的な砂糖が固く溶けにくいテンサイ糖の塊だからといわれる。

#### トルコ（作法）

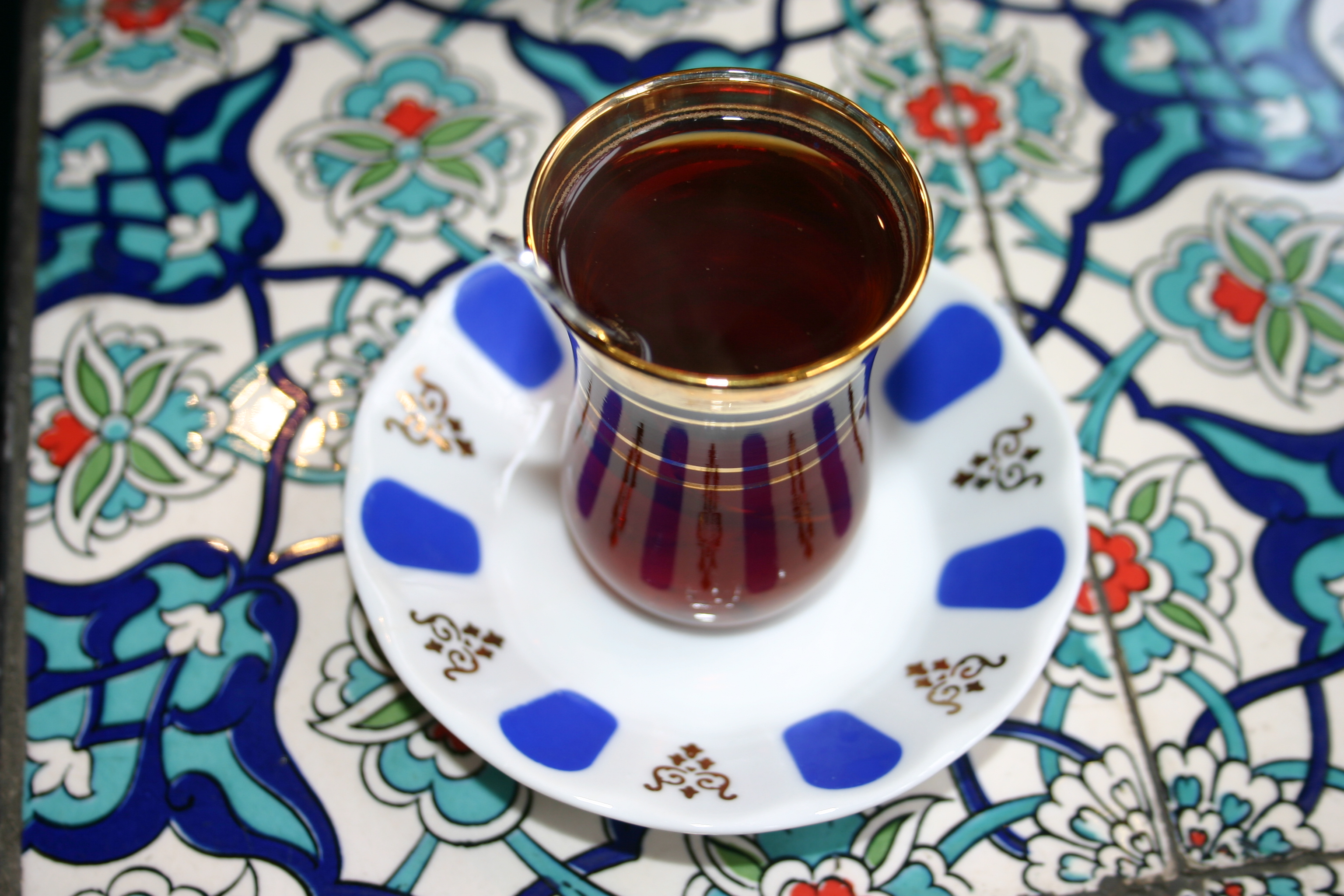
トルコ紅茶

「トルココーヒー」と冠される様に一般にはコーヒーのイメージが強いが、コーヒーは高級品であり紅茶が身近な飲み物になっている。真ん中がくびれた細身のガラスコップが紅茶用の器とされており、飲食店で頻繁に見ることが出来、商店や企業などでの接客でも用いられる。過去にアップルティーが流行ったりハーブティーなども売られているが、現在一般に飲まれているチャイは普通の紅茶である。上記のように二段式のヤカンが用いられ、下段で湯を沸かし、上段で紅茶を抽出する。下段は上段を保温する役目も果たす。もし紅茶が濃くなり過ぎたら、湯を適宜注ぎ足して濃さを調節する。トルコで出されるチャイは渋みが強いため、角砂糖を多量に入れて飲む事が多い。

## 歴史

### 17世紀
1679年、イギリス東インド会社がロンドンで初めてティー・オークションを開催し、3樽の中国産のボヘア茶（ボビー）が競売にかけられた。ボヘア茶は中国では粗悪な茶として扱われていたが、イギリスではこれが珍しい茶として扱われ、後世の紅茶につながったといわれている。

### 18世紀
1712年頃にはイギリス東インド会社が中国茶のヨーロッパへの輸入を独占するようになった。1717年にはトーマス・トワイニングが紅茶専門店「ゴールデン・ライオン」を開業して成功を収めている。また、1765年にはいわゆる砂糖革命が起き、中産階級への普及が進んだ（砂糖法も参照）。
1773年にはイギリスがフランスとの戦費調達のために重税を課したのに反発した英領アメリカのボストンの住民がイギリス船の茶箱を海に投棄するボストン茶会事件が発生している。

### 19世紀
1823年、イギリスはインド北部のアッサム地方へのビルマ支配に対抗してイギリス東インド会社の軍隊を送って制圧（第一次英緬戦争）。この戦いにイギリス軍の少佐として従軍したロバート・ブルースが後にアッサム種として知られる茶を発見し、中国から茶師を招いて茶の生産を始めた。

## 文化
ヨーロッパで多く飲用される。世界で最も頻繁に紅茶を飲むと言われるイギリスでは、朝昼晩の食事だけでなく、起床時、午前午後の休憩にもお茶を楽しむ習慣がある。このため、茶器、洋菓子なども発達し、洗練された。なお、紅茶の文化は18世紀にアイルランドに伝わり、2008年時点で国民一人当たりの消費量ではアイルランドがイギリスを抜いて世界一となっている。

### イギリス
1日に数回のティータイムなど、紅茶はイギリス人の生活と深く結びついている。例えば核戦争が真剣に議論された1950年代には、「もし核戦争が起こった場合、紅茶が不足するという深刻な事態が起こる」「パンや肉と並び、紅茶の備蓄の必要性がある」といった議論が政府内で行われていた。第二次世界大戦時のイギリス兵にとって紅茶は必需品となっており、紅茶を飲むために戦車を離れた兵士が敵の標的にされることが相次いだため、戦車の中でも紅茶が飲めるように給湯器（Boiling Vessel（BV））が装備され、現在においても標準装備されている。
紅茶の入れ方は、ISO 3103によって国際標準規格として制定されている。この規格の元になったBS 6008:1980を1980年に定めた英国標準協会は、1999年度のイグノーベル賞文学賞を受賞した。

### スリランカ
1972年にセイロンは国名をスリランカ共和国に変更したが、同年に茶園の国有化を行った。スリランカの茶園が民営化されたのは1990年のことである。

### 日本

#### 普及
日本では1927年に国産の三井紅茶が発売された。1939年には日本紅茶協会が設立されている。
外国産紅茶の輸入が自由化されたのは1971年である。
現代では喫茶店や家庭で淹れる紅茶以外に、ペットボトル入り（午後の紅茶など）が市販されている。カフェ・ラッテ（カフェラテ）のコーヒー代わり（紅茶ラテ）や菓子・スイーツの風味付けにも用いられており、抹茶の製法を応用して粉末にした紅茶も商品化されている。

#### 資格
紅茶に関連する資格としては日本創芸学院が認定する紅茶コーディネーター、日本紅茶協会が認定するティーインストラクターがある。

## 化学

### 作用
紅茶に含まれる紅茶ポリフェノールに風邪やインフルエンザに対する有効性があるとして注目されている。日常的に飲用することに加え、紅茶を用いてうがいを行うことも予防に有効とされている。また、虫歯予防（フッ素）、食中毒予防（エピガロカテキンガレート）、コレステロール・血圧降下（紅茶フラボノイド、タンニン）、肌の老化防止（カテキン）等の作用もあると報告されている。

### 成分

#### カフェイン
紅茶茶葉中には、重量にして3%程度カフェインが含まれる。この量はコーヒーの3倍の量に当る。しかし、1杯当りに使用する茶葉・豆の量（抽出の効率も）が異なるため、飲用時のカフェイン濃度はコーヒーの方が高くなる。紅茶の飲用時のカフェイン濃度はコーヒーに比べ半分程度とされるが、品種や抽出条件（加えてコーヒーでは焙煎状態）により大きく変化するため、厳密に評価するのは難しい。なお、紅茶に含まれるカフェインはタンニンと結びつくためにその効果が抑制されることから、コーヒーのような覚醒的作用は弱く緩やかに作用する。

#### タンニン
紅茶におけるタンニンは、エピカテキンやエピガロカテキンなどのカテキン類とその没食子酸エステル誘導体が主となっている。一般に、カテキン類は苦味を、その没食子酸エステル誘導体は渋味を持つといわれる。生茶葉中にも多量に存在する。紅茶製造においては、発酵過程において生成されるテアフラビンなどの赤色色素の前駆体となっており、その抽出液の茶湯の水色に大きな影響を与える。なお、タンニンはポリフェノール化合物の一種でもある。紅茶には、茶葉重量の11%程度タンニンが含まれている。生茶葉中に、乾燥重量に換算して20 - 25%含まれる。生産量の面で主力となる変種のアッサムチャはタンニンの含量が基本変種に対し1.2 - 1.5倍程度多い。

#### 呈色成分
紅茶の茶湯の水色は主に紅茶フラボノイドによって決まる。紅茶特有の呈色成分として知られるテアフラビンとテアルビジンが良く知られており、これらの茶湯の水色に与える影響は大きい。この二つの成分が多いほど、茶湯の水色は鮮やかな濃い赤色となり、良品とされる。

#### 香気成分
紅茶の香気はリナロール（レモン様）やゲラニオール（花のような）といったテルペン類による影響が強いが、その他にも青葉アルコール（ヘキセノールのこと。青臭い若葉）などのアルコール類、青葉アルデヒド（ヘキセナールのこと。青臭い若葉）のようなアルデヒド類、ネロリドール（ウッディな）、サリチル酸メチル（湿布薬）をはじめ多くの物質が関与している。
なお、リナロールやゲラニオールなどのテルペン類は、生茶葉中では配糖体など不揮発性の前駆体として存在しており、これが萎凋や発酵の過程で遊離すると考えられている。

### 萎凋における香気成分の変化
萎凋の際、生茶葉に含まれる青葉アルコールや青葉アルデヒドは蒸散し、次第に減少して行く。一方、細胞内の酵素の作用によりテルペン系の香気成分が集積してくる。

### 発酵における赤色色素の生成
茶葉に含まれるポリフェノールオキシダーゼ（ラッカーゼとも言うEC 1.10.3.2）の作用により、カテキン類（タンニンと考えても良い）が酸化重合し、テアフラビン（橙赤色）やテアルビジン（赤色）などの赤色色素が生成する。これらの物質は茶葉に元々含まれる紅茶フラボノイドとともに茶湯の水色を決定する。また、この際、いくつかの香気成分も生成される。

### 乾燥における香気成分の変化
乾燥における熱風処理でかなりの香気成分が散逸する。また、糖のカラメル化も起こる。また、水分量が激減するため、製品の品質は安定する。

### 淹れた紅茶の化学
紅茶の茶湯の水色は、抽出に用いた水の硬度により大きく変化する。硬水（ミネラル成分が多く、いわゆる硬度が高い水）はミネラルがタンニンなどと結合して沈殿を生じ、茶湯の水色は呈色成分と併せて濃く暗い色調となる。炭酸カルシウム沈殿物とフェノール凝集体が浮いてくる場合もある。蜂蜜を入れた場合も蜂蜜中の鉄分がタンニン鉄を生じてやはり色が濃くなる。
逆に、紅茶にレモンを入れると茶湯の水色は薄くなる。これはレモンに含まれるクエン酸が、呈色成分のテアフラビンに働き、残ったテアルビジンの色のみになるためである。この変化は酸性によって働くため、レモン以外の柑橘類、酢酸などでも同様になる。このテアフラビンはアルカリ性で逆に色が濃くなるが、これはさきほどのミネラル成分との結合とは反応が異なる。
茶葉に含まれるタンニンは、革なめしにも使用されている程、タンパク質と結合して変性しやすい成分である。紅茶では、口の中の粘膜に含まれるタンパク質と反応し、これが「渋み」の原因になる。タンニンは軟水に抽出されやすく、硬水では反応により口に入るタンニンが減るため軟水よりも渋くならない。このため、飲料水の硬度が比較的高い欧州では、緑茶よりも紅茶が好まれている。ただし、茶湯に茶葉を浸している時間が長ければ、茶葉からタンニンが大量に抽出されるため硬水といえども味は渋くなる。茶葉からタンニンが出てくるまでには時間がかかるため、なるべく熱水で紅茶の茶葉を蒸らす時間を加減して、茶葉を早めに引き上げることで、タンニンの抽出が抑えられる。タンニンはミネラルとも反応して沈殿を生じるため、特にタンニンのある紅茶を含む茶類の飲み過ぎは貧血の原因になると指摘されることがある。既に赤血球中にヘム鉄として取り込まれた鉄には影響せず、疾病を伴うものでない限りバランスよく摂れば影響はない。しかし、タンニンなどのポリフェノール類は、体内での働きや他の物質との相関作用はまだ研究途上であり、程度を超えた過剰摂取は体によくない。
風味には好みがあるが、理想的にはほどほどの無機物を含んだ中性に近い水がよいとされる。完成した紅茶はPh5前後のやや酸性の液体となり、風味のバランスが良くなる。蒸留水で紅茶を淹れると深みのない平坦な味になる。